# Segunda Categoría de Ecuador 2022
La Segunda Categoría 2022, llamado oficialmente «Ascenso Nacional 2022», fue la edición N.° 49 de la Segunda Categoría del fútbol ecuatoriano, este torneo fue el tercer escalafón en la pirámide del fútbol ecuatoriano en la temporada 2022 por detrás de la Serie A y Serie B, las fases finales comenzaron a disputarse el 10 de septiembre y finalizaron el 19 de noviembre de 2022.
En 1967, se denominó Segunda División Ecuatoriana de Fútbol ya que aún no se formaba la Serie B en los años 1967-1970. En los años 1968-1974, se jugó los campeonatos provinciales tras la desaparición de la Segunda División Ecuatoriana de Fútbol. En los años 1973 y 1983-1988 se desarrolló como el segundo nivel del fútbol ecuatoriano tras la desaparición de la Serie B y retomando su antiguo nombre. El torneo actualmente comprende de dos etapas: el primer semestre del año se juegan los campeonatos provinciales, y en el segundo semestre las fases nacionales de play-offs.
Los clubes ascendidos a la Serie B fueron Vargas Torres de Esmeraldas y Cuniburo Fútbol Club de Pichincha. La final única se disputó en el estadio 7 de Octubre, en Quevedo, donde Cuniburo ganó en los tiros desde el punto penal por 4-3, esto tras empatar 0-0 en el tiempo reglamentario, fue el primer título de la categoría para el equipo pichinchano.

## Sistema de campeonato
El formato para el torneo de Segunda Categoría 2022 fue ratificado por parte del Comité Ejecutivo Ampliado de la FEF, ahí las diferentes asociaciones aprobaron el sistema de campeonato, el formato fue cambiado en la temporada 2020, se eliminó las fases de zonales, cuadrangulares semifinales y final y se lo reemplazó con play-offs ida y vuelta, desde la edición 2021 se aprobó un incremento en el número de participantes desde la fase nacional, de 32 equipos la edición 2020 se aumentó a 64 clubes que compitieron desde treintaidosavos de final hasta la final, es decir la asignación de cupos a cada asociación dependió del número total de equipos participantes.
Fase provincial (primera etapa)
- La primera fase estuvo conformada por 21 asociaciones provinciales de fútbol, cada asociación tuvo su propio formato de clasificación.
- Para esta edición la asociación de Napo y Morona Santiago estuvieron suspendidas por no tener el número mínimo de clubes requerido para estar activa en la FEF.
- Galápagos fue la única provincia que no tuvo una asociación afiliada a la FEF, por lo tanto no participó en el torneo.
- Las asociaciones de 20 a 10 clubes participantes clasificaron cuatro equipos a la fase nacional.
- Las asociaciones de nueve a seis clubes participantes clasificaron tres equipos a la fase nacional.
- Las asociaciones de cinco y cuatro clubes participantes clasificaron dos equipos a la fase nacional.
- Las asociaciones de tres clubes participantes clasificaron un equipo a la fase nacional.
- En caso de existir asociaciones con sanciones, se les restaron cupos y se otorgaron a los torneos provinciales con más equipos.

Fase nacional
| N.° | Asociación                                                                    | Clubes | Cupos |
| --- | ----------------------------------------------------------------------------- | ------ | ----- |
| 1   | Guayas                                                                        | 20     | 6     |
| 2   | Manabí                                                                        | 16     | 5     |
| 3   | [[Archivo:\|20x20px\|border\|Bandera de Pichincha]] Pichincha                 | 15     | 5     |
| 4   | Azuay                                                                         | 15     | 5     |
| 5   | [[Archivo:\|20x20px\|border\|Bandera de Santa Elena (provincia)]] Santa Elena | 11     | 4     |
| 6   | Los Ríos                                                                      | 10     | 4     |
| 7   | Cañar                                                                         | 9      | 3     |
| 8   | Cotopaxi                                                                      | 9      | 3     |
| 9   | [[Archivo:\|20x20px\|border\|Bandera de Esmeraldas]] Esmeraldas               | 8      | 3     |
| 10  | Bolívar                                                                       | 8      | 3     |
| 11  | El Oro                                                                        | 8      | 3     |
| 12  | Imbabura                                                                      | 7      | 3     |
| 13  | Santo Domingo                                                                 | 6      | 3     |
| 14  | Tungurahua                                                                    | 6      | 2     |
| 15  | Loja                                                                          | 5      | 2     |
| 16  | Carchi                                                                        | 4      | 2     |
| 17  | Orellana                                                                      | 4      | 2     |
| 18  | Sucumbíos                                                                     | 4      | 2     |
| 19  | Zamora Chinchipe                                                              | 4      | 2     |
| 20  | [[Archivo:\|20x20px\|border\|Bandera de Chimborazo]] Chimborazo               | 6      | 1     |
| 21  | Pastaza                                                                       | 3      | 1     |
| 22  | Morona Santiago                                                               | 0      | 0     |
| 23  | Galápagos                                                                     | 0      | 0     |
| 24  | Napo                                                                          | 0      | 0     |

- Segunda etapa
  - Un total de 64 clubes jugaron esta etapa.
  - Se dividió en 32 llaves de play-offs ida y vuelta por sorteo.
  - No se podían emparejar equipos de una misma provincia.
  - Clasificaron los 32 ganadores a la tercera etapa.
- Tercera etapa
  - Un total de 32 clubes jugaron esta etapa.
  - Se dividió en 16 llaves de play-offs ida y vuelta por sorteo.
  - Clasificaron los 16 ganadores a la cuarta etapa.
- Cuarta etapa
  - Un total de 16 clubes jugaron esta etapa.
  - Se dividió en 8 llaves de play-offs ida y vuelta por sorteo.
  - Clasificaron los 8 ganadores a la quinta etapa.
- Quinta etapa
  - Un total de 8 clubes jugaron esta etapa.
  - Se dividió en 4 llaves de play-offs ida y vuelta por sorteo.
  - Clasificaron los 4 ganadores a la sexta etapa.

Fase final (sexta etapa)
- Un total de 4 clubes jugaron esta etapa.
- Se dividió en 2 llaves de play-offs ida y vuelta por sorteo.
- Clasificaron los 2 ganadores a la final única del torneo.
- Los equipos finalistas lograron el ascenso a la Serie B 2023.

## Equipos clasificados
| Asociación                                                                            | Equipo | Vía de clasificación |
| ------------------------------------------------------------------------------------- | --- | --- |
| Azuay 5 cupos                                                                         | Aviced Fútbol Club Club Deportivo Estrella Roja Cuenca Fútbol Club Liga de Cuenca Club Baldor Bermeo Cabrera                                      | Campeón de la Segunda Categoría de Azuay 2022 Subcampeón de la Segunda Categoría de Azuay 2022 3.° puesto de la Segunda Categoría de Azuay 2022 4.° puesto de la Segunda Categoría de Azuay 2022 5.° puesto de la Segunda Categoría de Azuay 2022                                                        |
| Bolívar 3 cupos                                                                       | Club Deportivo Unibolívar Mineros Sporting Club Club Atlético El Conde                                                                            | Campeón de la Segunda Categoría de Bolívar 2022 Subcampeón de la Segunda Categoría de Bolívar 2022 3.° puesto de la Segunda Categoría de Bolívar 2022 |
| Cañar 3 cupos                                                                         | Club Deportivo D' León Club Deportivo Ciudadelas del Norte Club Independiente Azogues                                                             | Subcampeón de la Segunda Categoría de Cañar 2022 3.° puesto de la Segunda Categoría de Cañar 2022 5.° puesto de la Segunda Categoría de Cañar 2022 |
| Carchi 2 cupos                                                                        | Club Deportivo Dunamis 04 Club Atlético Ciudad de Tulcán                                                                                          | Campeón de la Segunda Categoría de Carchi 2022 Subcampeón de la Segunda Categoría de Carchi 2022 |
| [[Archivo:\|20x20px\|border\|Bandera de Chimborazo]] Chimborazo 1 cupo                | Independiente San Pedro | 3.° puesto de la Segunda Categoría de Chimborazo 2022 |
| Cotopaxi 3 cupos                                                                      | Club Deportivo La Unión Club Deportivo Latacunga City Club Atlético Kin                                                                           | Campeón de la Segunda Categoría de Cotopaxi 2022 Subcampeón de la Segunda Categoría de Cotopaxi 2022 3.° puesto de la Segunda Categoría de Cotopaxi 2022 |
| El Oro 3 cupos                                                                        | Bonita Banana Sporting Club Santos Fútbol Club Club Social y Deportivo Audaz Octubrino                                                            | Campeón de la Segunda Categoría de El Oro 2022 Subcampeón de la Segunda Categoría de El Oro 2022 3.° puesto de la Segunda Categoría de El Oro 2022 |
| [[Archivo:\|20x20px\|border\|Bandera de Esmeraldas]] Esmeraldas 3 cupos               | Club Social y Deportivo Vargas Torres Atacames Sporting Club Club Deportivo 5 de Agosto                                                           | Campeón de la Segunda Categoría de Esmeraldas 2022 Subcampeón de la Segunda Categoría de Esmeraldas 2022 3.° puesto de la Segunda Categoría de Esmeraldas 2022 |
| Guayas 6 cupos                                                                        | Club Atlético Samborondón Club Deportivo Filanbanco Toreros Fútbol Club Club Sport Patria Rocafuerte Fútbol Club Club Atlético Daule              | Campeón de la Segunda Categoría de Guayas 2022 Subcampeón de la Segunda Categoría de Guayas 2022 3.° puesto de la Segunda Categoría de Guayas 2022 4.° puesto de la Segunda Categoría de Guayas 2022 5.° puesto de la Segunda Categoría de Guayas 2022 6.° puesto de la Segunda Categoría de Guayas 2022 |
| Imbabura 3 cupos                                                                      | Club Deportivo Leones del Norte San Antonio Fútbol Club Santa Fe Sporting Club                                                                    | Campeón de la Segunda Categoría de Imbabura 2022 Subcampeón de la Segunda Categoría de Imbabura 2022 3.° puesto de la Segunda Categoría de Imbabura 2022 |
| Loja 2 cupos                                                                          | Club Atlético Zamora Club Deportivo Loja Federal                                                                                                  | Campeón de la Segunda Categoría de Loja 2022 Subcampeón de la Segunda Categoría de Loja 2022 |
| Los Ríos 4 cupos                                                                      | Club Social Deportivo Río Babahoyo Fútbol Club Insutec Club Deportivo Montry Club Deportivo San Camilo                                            | Campeón de la Segunda Categoría de Los Ríos 2022 Subcampeón de la Segunda Categoría de Los Ríos 2022 3.° puesto de la Segunda Categoría de Los Ríos 2022 4.° puesto de la Segunda Categoría de Los Ríos 2022                                                                                             |
| Manabí 5 cupos                                                                        | Club Deportivo Grecia Liga de Portoviejo Fijalán Fútbol Club Juventud Italiana Club Malecón                                                       | Campeón de la Segunda Categoría de Manabí 2022 Subcampeón de la Segunda Categoría de Manabí 2022 3.° puesto de la Segunda Categoría de Manabí 2022 4.° puesto de la Segunda Categoría de Manabí 2022 5.° puesto de la Segunda Categoría de Manabí 2022                                                   |
| Orellana 2 cupos                                                                      | Orellanense Fútbol Club Club Profesional Sacha Petrolero                                                                                          | Campeón de la Segunda Categoría de Orellana 2022 Subcampeón de la Segunda Categoría de Orellana 2022 |
| Pastaza 1 cupo                                                                        | Danubio Sporting Club | Campeón de la Segunda Categoría de Pastaza 2022 |
| [[Archivo:\|20x20px\|border\|Bandera de Pichincha]] Pichincha 5 cupos                 | Club Deportivo Mayor Pedro Traversari Sociedad Deportivo Quito Cuniburo Fútbol Club Club Deportivo General Miguel Iturralde Club Deportivo Espoli | Campeón de la Segunda Categoría de Pichincha 2022 Subcampeón de la Segunda Categoría de Pichincha 2022 3.° puesto de la Segunda Categoría de Pichincha 2022 4.° puesto de la Segunda Categoría de Pichincha 2022 5.° puesto de la Segunda Categoría de Pichincha 2022                                    |
| [[Archivo:\|20x20px\|border\|Bandera de Santa Elena (provincia)]] Santa Elena 4 cupos | Huancavilca Sporting Club Club Atlético Porteño Sporting Club Ecuador Club Atlético Espartanos                                                    | Campeón de la Segunda Categoría de Santa Elena 2022 Subcampeón de la Segunda Categoría de Santa Elena 2022 3.° puesto de la Segunda Categoría de Santa Elena 2022 4.° puesto de la Segunda Categoría de Santa Elena 2022                                                                                 |
| Santo Domingo de los Tsáchilas 3 cupos                                                | Club Sport 3 de Julio La Concordia Sporting Club Club Deportivo San Rafael                                                                        | Campeón de la Segunda Categoría de Santo Domingo de los Tsáchilas 2022 Subcampeón de la Segunda Categoría de Santo Domingo de los Tsáchilas 2022 3.° puesto de la Segunda Categoría de Santo Domingo de los Tsáchilas 2022                                                                               |
| Sucumbíos 2 cupos                                                                     | Río Aguarico Fútbol Club Club Deportivo Caribe Junior                                                                                             | Campeón de la Segunda Categoría de Sucumbíos 2022 Subcampeón de la Segunda Categoría de Sucumbíos 2022 |
| Tungurahua 2 cupos                                                                    | Club Baños Ciudad de Fuego Club Deportivo Santiago de Píllaro                                                                                     | Campeón de la Segunda Categoría de Tungurahua 2022 Subcampeón de la Segunda Categoría de Tungurahua 2022 |
| Zamora Chinchipe 2 cupos                                                              | Club Deportivo Primero de Mayo Ecuagenera Sporting Club                                                                                           | Campeón de la Segunda Categoría de Zamora Chinchipe 2022 Subcampeón de la Segunda Categoría de Zamora Chinchipe 2022 |

## Fase nacional

### Primera ronda
Esta fase la disputaron los 64 equipos clasificados de los torneos provinciales. Se enfrentaron entre el 10 y 18 de septiembre de 2022, los emparejamientos se configuraron por sorteo el 5 de septiembre de 2022, clasificaron 32 equipos a los diesiseisavos de final.
| Fechas                | Local en la ida                                                                       | Global         | Local en la vuelta                                                            | Ida   | Vuelta    | Llave |
| --------------------- | ------------------------------------------------------------------------------------- | -------------- | ----------------------------------------------------------------------------- | ----- | --------- | ----- |
| 11 y 17 de septiembre | Latacunga City                                                                        | 0 - 3          | Filanbanco                                                                    | 0 - 3 | Cancelado | P1    |
| 11 y 18 de septiembre | Orellanense                                                                           | 3 - 4          | Audaz Octubrino                                                               | 3 - 1 | 0 - 3     | P2    |
| 11 y 18 de septiembre | San Rafael                                                                            | 4 - 1          | [[Archivo:\|20x20px\|border\|Bandera de Esmeraldas]] Atacames                 | 1 - 0 | 3 - 1     | P3    |
| 11 y 17 de septiembre | Montry                                                                                | 2 - 3          | Toreros                                                                       | 1 - 1 | 1 - 2     | P4    |
| 10 y 18 de septiembre | Santiago de Píllaro                                                                   | 0 - 8          | Mineros                                                                       | 0 - 3 | 0 - 5     | P5    |
| 11 y 17 de septiembre | Atlético Espartanos [[Archivo:\|20x20px\|border\|Bandera de Santa Elena (provincia)]] | 2 - 6          | Leones del Norte                                                              | 2 - 1 | 0 - 5     | P6    |
| 11 y 18 de septiembre | Liga de Portoviejo                                                                    | 2 - 2 (4:3 p.) | Primero de Mayo                                                               | 0 - 1 | 2 - 1     | P7    |
| 11 y 18 de septiembre | Sacha Petrolero                                                                       | 2 - 9          | Baldor Bermeo Cabrera                                                         | 1 - 4 | 1 - 5     | P8    |
| 10 y 18 de septiembre | Loja Federal                                                                          | 0 - 3          | [[Archivo:\|20x20px\|border\|Bandera de Chimborazo]] Independiente San Pedro  | 0 - 3 | Cancelado | P9    |
| 11 y 16 de septiembre | Santos                                                                                | 1 - 5          | [[Archivo:\|20x20px\|border\|Bandera de Santa Elena (provincia)]] Huancavilca | 1 - 3 | 0 - 2     | P10   |
| 11 y 18 de septiembre | Atlético El Conde                                                                     | 1 - 12         | La Unión                                                                      | 0 - 4 | 1 - 8     | P11   |
| 10 y 17 de septiembre | Atlético Daule                                                                        | 3 - 2          | Liga de Cuenca                                                                | 3 - 2 | 0 - 0     | P12   |
| 10 y 17 de septiembre | Cuenca                                                                                | 5 - 0          | Danubio                                                                       | 5 - 0 | Cancelado | P13   |
| 11 y 17 de septiembre | Caribe Junior                                                                         | 1 - 3          | Atlético Zamora                                                               | 1 - 0 | 0 - 3     | P14   |
| 11 y 17 de septiembre | Atlético Porteño [[Archivo:\|20x20px\|border\|Bandera de Santa Elena (provincia)]]    | 3 - 6          | Atlético Samborondón                                                          | 2 - 3 | 1 - 3     | P15   |
| 11 y 17 de septiembre | Ciudad de Tulcán                                                                      | 1 - 4          | Insutec                                                                       | 1 - 1 | 0 - 3     | P16   |
| 10 y 18 de septiembre | Baños Ciudad de Fuego                                                                 | 3 - 4          | Ecuagenera                                                                    | 2 - 1 | 1 - 3     | P17   |
| 10 y 17 de septiembre | Ciudadelas del Norte                                                                  | 0 - 1          | Río Babahoyo                                                                  | 0 - 1 | 0 - 0     | P18   |
| 10 y 17 de septiembre | Deportivo Quito [[Archivo:\|20x20px\|border\|Bandera de Pichincha]]                   | 3 - 2          | Dunamis 04                                                                    | 1 - 1 | 2 - 1     | P19   |
| 11 y 17 de septiembre | Rocafuerte                                                                            | 4 - 0          | Bonita Banana                                                                 | 1 - 0 | 3 - 0     | P20   |
| 10 y 17 de septiembre | Espoli [[Archivo:\|20x20px\|border\|Bandera de Pichincha]]                            | 1 - 1 (4:5 p.) | Grecia                                                                        | 1 - 0 | 0 - 1     | P21   |
| 10 y 17 de septiembre | Miguel Iturralde [[Archivo:\|20x20px\|border\|Bandera de Pichincha]]                  | 0 - 2          | 3 de Julio                                                                    | 0 - 1 | 0 - 1     | P22   |
| 10 y 16 de septiembre | Santa Fe                                                                              | 3 - 0          | [[Archivo:\|20x20px\|border\|Bandera de Santa Elena (provincia)]] Ecuador     | 0 - 0 | 3 - 0     | P23   |
| 10 y 17 de septiembre | Patria                                                                                | 1 - 2          | [[Archivo:\|20x20px\|border\|Bandera de Esmeraldas]] Vargas Torres            | 1 - 0 | 0 - 2     | P24   |
| 11 y 17 de septiembre | 5 de Agosto [[Archivo:\|20x20px\|border\|Bandera de Esmeraldas]]                      | 0 - 2          | Unibolívar                                                                    | 0 - 0 | 0 - 2     | P25   |
| 10 y 16 de septiembre | Fijalán                                                                               | 0 - 3          | San Antonio                                                                   | 0 - 2 | 0 - 1     | P26   |
| 11 y 16 de septiembre | Río Aguarico                                                                          | 1 - 6          | Juventud Italiana                                                             | 1 - 2 | 0 - 4     | P27   |
| 11 y 17 de septiembre | Atlético Kin                                                                          | 1 - 7          | Aviced                                                                        | 1 - 5 | 0 - 2     | P28   |
| 11 y 17 de septiembre | San Camilo                                                                            | 2 - 7          | D' León                                                                       | 2 - 3 | 0 - 4     | P29   |
| 12 y 17 de septiembre | Independiente Azogues                                                                 | 2 - 3          | [[Archivo:\|20x20px\|border\|Bandera de Pichincha]] Cuniburo                  | 1 - 1 | 1 - 2     | P30   |
| 10 y 17 de septiembre | Malecón                                                                               | 0 - 6          | [[Archivo:\|20x20px\|border\|Bandera de Pichincha]] Aampetra                  | 0 - 0 | 0 - 6     | P31   |
| 10 y 17 de septiembre | La Concordia                                                                          | 3 - 0          | Estrella Roja                                                                 | 2 - 0 | 1 - 0     | P32   |

### Cuadro de desarrollo
El cuadro final lo disputaron los 32 equipos clasificados de la primera ronda, se emparejaron desde la ronda de dieciseisavos de final. La conformación de las llaves se realizó por parte del Departamento de Competiciones de la FEF el 19 de septiembre de 2022.
|  | Dieciseisavos de final                                                        | Dieciseisavos de final                                                        | Dieciseisavos de final                                              | Dieciseisavos de final                                              | Dieciseisavos de final           |   |                                                                               | Octavos de final                                                              | Octavos de final   | Octavos de final   | Octavos de final   | Octavos de final   |  |                                                                    | Cuartos de final                                                   | Cuartos de final    | Cuartos de final    | Cuartos de final    | Cuartos de final    |  |             | Semifinales          | Semifinales          | Semifinales          | Semifinales          | Semifinales          |  |                                                                    | Final                                                              | Final           | Final           |  |
|  | 23 de septiembre al 2 de octubre                                              | 23 de septiembre al 2 de octubre                                              | 23 de septiembre al 2 de octubre                                    | 23 de septiembre al 2 de octubre                                    | 23 de septiembre al 2 de octubre |   |                                                                               | 7 al 16 de octubre                                                            | 7 al 16 de octubre | 7 al 16 de octubre | 7 al 16 de octubre | 7 al 16 de octubre |  |                                                                    | 21 al 30 de octubre                                                | 21 al 30 de octubre | 21 al 30 de octubre | 21 al 30 de octubre | 21 al 30 de octubre |  |             | 5 al 13 de noviembre | 5 al 13 de noviembre | 5 al 13 de noviembre | 5 al 13 de noviembre | 5 al 13 de noviembre |  |                                                                    | 19 de noviembre                                                    | 19 de noviembre | 19 de noviembre |  |
|  |                                                                               |                                                                               |                                                                     |                                                                     |                                  |   |                                                                               |                                                                               |                    |                    |                    |                    |  |                                                                    |                                                                    |                     |                     |                     |                     |  |             |                      |                      |                      |                      |                      |  |                                                                    |                                                                    |                 |                 |  |
|  |                                                                               |                                                                               |                                                                     |                                                                     |                                  |   |                                                                               |                                                                               |                    |                    |                    |                    |  |                                                                    |                                                                    |                     |                     |                     |                     |  |             |                      |                      |                      |                      |                      |  |                                                                    |                                                                    |                 |                 |  |
|  | Aviced                                                                        | Aviced                                                                        | 3                                                                   | 4                                                                   | 7                                |   |                                                                               |                                                                               |                    |                    |                    |                    |  |                                                                    |                                                                    |                     |                     |                     |                     |  |             |                      |                      |                      |                      |                      |  |                                                                    |                                                                    |                 |                 |  |
|  | Aviced                                                                        | Aviced                                                                        | 3                                                                   | 4                                                                   | 7                                |   |                                                                               |                                                                               |                    |                    |                    |                    |  |                                                                    |                                                                    |                     |                     |                     |                     |  |             |                      |                      |                      |                      |                      |  |                                                                    |                                                                    |                 |                 |  |
|  | Audaz Octubrino                                                               | Audaz Octubrino                                                               | 0                                                                   | 0                                                                   | 0                                |   |                                                                               |                                                                               |                    |                    |                    |                    |  |                                                                    |                                                                    |                     |                     |                     |                     |  |             |                      |                      |                      |                      |                      |  |                                                                    |                                                                    |                 |                 |  |
|  | Audaz Octubrino                                                               | Audaz Octubrino                                                               | 0                                                                   | 0                                                                   | 0                                |   | Aviced                                                                        | Aviced                                                                        | 1                  | 3                  | 4                  |                    |  |                                                                    |                                                                    |                     |                     |                     |                     |  |             |                      |                      |                      |                      |                      |  |                                                                    |                                                                    |                 |                 |  |
|  |                                                                               |                                                                               |                                                                     |                                                                     |                                  |   | Aviced                                                                        | Aviced                                                                        | 1                  | 3                  | 4                  |                    |  |                                                                    |                                                                    |                     |                     |                     |                     |  |             |                      |                      |                      |                      |                      |  |                                                                    |                                                                    |                 |                 |  |
|  |                                                                               |                                                                               | Liga de Portoviejo                                                  | Liga de Portoviejo                                                  | 2                                | 0 | 2                                                                             |                                                                               |                    |                    |                    |                    |  |                                                                    |                                                                    |                     |                     |                     |                     |  |             |                      |                      |                      |                      |                      |  |                                                                    |                                                                    |                 |                 |  |
|  | Rocafuerte                                                                    | Rocafuerte                                                                    | Liga de Portoviejo                                                  | Liga de Portoviejo                                                  | 2                                | 0 | 2                                                                             | 1                                                                             | 0                  | 1 (3)              |                    |                    |  |                                                                    |                                                                    |                     |                     |                     |                     |  |             |                      |                      |                      |                      |                      |  |                                                                    |                                                                    |                 |                 |  |
|  | Rocafuerte                                                                    | Rocafuerte                                                                    |                                                                     |                                                                     |                                  |   |                                                                               |                                                                               |                    | 1 (3)              |                    |                    |  |                                                                    |                                                                    |                     |                     |                     |                     |  |             |                      |                      |                      |                      |                      |  |                                                                    |                                                                    |                 |                 |  |
|  | Liga de Portoviejo                                                            | Liga de Portoviejo                                                            | 0                                                                   | 1                                                                   | 1 (5)                            |   |                                                                               |                                                                               |                    |                    |                    |                    |  |                                                                    |                                                                    |                     |                     |                     |                     |  |             |                      |                      |                      |                      |                      |  |                                                                    |                                                                    |                 |                 |  |
|  | Liga de Portoviejo                                                            | Liga de Portoviejo                                                            | 0                                                                   | 1                                                                   | 1 (5)                            |   |                                                                               |                                                                               |                    |                    |                    |                    |  | Aviced                                                             | Aviced                                                             | 1                   | 2                   | 3                   |                     |  |             |                      |                      |                      |                      |                      |  |                                                                    |                                                                    |                 |                 |  |
|  |                                                                               |                                                                               |                                                                     |                                                                     |                                  |   |                                                                               |                                                                               |                    |                    |                    |                    |  | Aviced                                                             | Aviced                                                             | 1                   | 2                   | 3                   |                     |  |             |                      |                      |                      |                      |                      |  |                                                                    |                                                                    |                 |                 |  |
|  |                                                                               |                                                                               | [[Archivo:\|20x20px\|border\|Bandera de Pichincha]] Aampetra        | [[Archivo:\|20x20px\|border\|Bandera de Pichincha]] Aampetra        | 1                                | 0 | 1                                                                             |                                                                               |                    |                    |                    |                    |  |                                                                    |                                                                    |                     |                     |                     |                     |  |             |                      |                      |                      |                      |                      |  |                                                                    |                                                                    |                 |                 |  |
|  | [[Archivo:\|20x20px\|border\|Bandera de Santa Elena (provincia)]] Huancavilca | [[Archivo:\|20x20px\|border\|Bandera de Santa Elena (provincia)]] Huancavilca | [[Archivo:\|20x20px\|border\|Bandera de Pichincha]] Aampetra        | [[Archivo:\|20x20px\|border\|Bandera de Pichincha]] Aampetra        | 1                                | 0 | 1                                                                             | 1                                                                             | 2                  | 3 (4)              |                    |                    |  |                                                                    |                                                                    |                     |                     |                     |                     |  |             |                      |                      |                      |                      |                      |  |                                                                    |                                                                    |                 |                 |  |
|  | [[Archivo:\|20x20px\|border\|Bandera de Santa Elena (provincia)]] Huancavilca | [[Archivo:\|20x20px\|border\|Bandera de Santa Elena (provincia)]] Huancavilca |                                                                     |                                                                     |                                  |   |                                                                               |                                                                               |                    | 3 (4)              |                    |                    |  |                                                                    |                                                                    |                     |                     |                     |                     |  |             |                      |                      |                      |                      |                      |  |                                                                    |                                                                    |                 |                 |  |
|  | 3 de Julio                                                                    | 3 de Julio                                                                    | 2                                                                   | 1                                                                   | 3 (2)                            |   |                                                                               |                                                                               |                    |                    |                    |                    |  |                                                                    |                                                                    |                     |                     |                     |                     |  |             |                      |                      |                      |                      |                      |  |                                                                    |                                                                    |                 |                 |  |
|  | 3 de Julio                                                                    | 3 de Julio                                                                    | 2                                                                   | 1                                                                   | 3 (2)                            |   | [[Archivo:\|20x20px\|border\|Bandera de Santa Elena (provincia)]] Huancavilca | [[Archivo:\|20x20px\|border\|Bandera de Santa Elena (provincia)]] Huancavilca | 1                  | 0                  | 1                  |                    |  |                                                                    |                                                                    |                     |                     |                     |                     |  |             |                      |                      |                      |                      |                      |  |                                                                    |                                                                    |                 |                 |  |
|  |                                                                               |                                                                               |                                                                     |                                                                     |                                  |   | [[Archivo:\|20x20px\|border\|Bandera de Santa Elena (provincia)]] Huancavilca | [[Archivo:\|20x20px\|border\|Bandera de Santa Elena (provincia)]] Huancavilca | 1                  | 0                  | 1                  |                    |  |                                                                    |                                                                    |                     |                     |                     |                     |  |             |                      |                      |                      |                      |                      |  |                                                                    |                                                                    |                 |                 |  |
|  |                                                                               |                                                                               | [[Archivo:\|20x20px\|border\|Bandera de Pichincha]] Aampetra        | [[Archivo:\|20x20px\|border\|Bandera de Pichincha]] Aampetra        | 1                                | 2 | 3                                                                             |                                                                               |                    |                    |                    |                    |  |                                                                    |                                                                    |                     |                     |                     |                     |  |             |                      |                      |                      |                      |                      |  |                                                                    |                                                                    |                 |                 |  |
|  | Insutec                                                                       | Insutec                                                                       | [[Archivo:\|20x20px\|border\|Bandera de Pichincha]] Aampetra        | [[Archivo:\|20x20px\|border\|Bandera de Pichincha]] Aampetra        | 1                                | 2 | 3                                                                             | 1                                                                             | 1                  | 2                  |                    |                    |  |                                                                    |                                                                    |                     |                     |                     |                     |  |             |                      |                      |                      |                      |                      |  |                                                                    |                                                                    |                 |                 |  |
|  | Insutec                                                                       | Insutec                                                                       |                                                                     |                                                                     |                                  |   |                                                                               |                                                                               |                    | 2                  |                    |                    |  |                                                                    |                                                                    |                     |                     |                     |                     |  |             |                      |                      |                      |                      |                      |  |                                                                    |                                                                    |                 |                 |  |
|  | [[Archivo:\|20x20px\|border\|Bandera de Pichincha]] Aampetra                  | [[Archivo:\|20x20px\|border\|Bandera de Pichincha]] Aampetra                  | 2                                                                   | 1                                                                   | 3                                |   |                                                                               |                                                                               |                    |                    |                    |                    |  |                                                                    |                                                                    |                     |                     |                     |                     |  |             |                      |                      |                      |                      |                      |  |                                                                    |                                                                    |                 |                 |  |
|  | [[Archivo:\|20x20px\|border\|Bandera de Pichincha]] Aampetra                  | [[Archivo:\|20x20px\|border\|Bandera de Pichincha]] Aampetra                  | 2                                                                   | 1                                                                   | 3                                |   |                                                                               |                                                                               |                    |                    |                    |                    |  |                                                                    |                                                                    |                     |                     |                     |                     |  | Aviced      | Aviced               | 0                    | 0                    | 0 (2)                |                      |  |                                                                    |                                                                    |                 |                 |  |
|  |                                                                               |                                                                               |                                                                     |                                                                     |                                  |   |                                                                               |                                                                               |                    |                    |                    |                    |  |                                                                    |                                                                    |                     |                     |                     |                     |  | Aviced      | Aviced               | 0                    | 0                    | 0 (2)                |                      |  |                                                                    |                                                                    |                 |                 |  |
|  |                                                                               |                                                                               | [[Archivo:\|20x20px\|border\|Bandera de Esmeraldas]] Vargas Torres  | [[Archivo:\|20x20px\|border\|Bandera de Esmeraldas]] Vargas Torres  | 0                                | 0 | 0 (3)                                                                         |                                                                               |                    |                    |                    |                    |  |                                                                    |                                                                    |                     |                     |                     |                     |  |             |                      |                      |                      |                      |                      |  |                                                                    |                                                                    |                 |                 |  |
|  | [[Archivo:\|20x20px\|border\|Bandera de Esmeraldas]] Vargas Torres            | [[Archivo:\|20x20px\|border\|Bandera de Esmeraldas]] Vargas Torres            | [[Archivo:\|20x20px\|border\|Bandera de Esmeraldas]] Vargas Torres  | [[Archivo:\|20x20px\|border\|Bandera de Esmeraldas]] Vargas Torres  | 0                                | 0 | 0 (3)                                                                         | 0                                                                             | 2                  | 2                  |                    |                    |  |                                                                    |                                                                    |                     |                     |                     |                     |  |             |                      |                      |                      |                      |                      |  |                                                                    |                                                                    |                 |                 |  |
|  | [[Archivo:\|20x20px\|border\|Bandera de Esmeraldas]] Vargas Torres            | [[Archivo:\|20x20px\|border\|Bandera de Esmeraldas]] Vargas Torres            |                                                                     |                                                                     |                                  |   |                                                                               |                                                                               |                    | 2                  |                    |                    |  |                                                                    |                                                                    |                     |                     |                     |                     |  |             |                      |                      |                      |                      |                      |  |                                                                    |                                                                    |                 |                 |  |
|  | Toreros                                                                       | Toreros                                                                       | 0                                                                   | 0                                                                   | 0                                |   |                                                                               |                                                                               |                    |                    |                    |                    |  |                                                                    |                                                                    |                     |                     |                     |                     |  |             |                      |                      |                      |                      |                      |  |                                                                    |                                                                    |                 |                 |  |
|  | Toreros                                                                       | Toreros                                                                       | 0                                                                   | 0                                                                   | 0                                |   | [[Archivo:\|20x20px\|border\|Bandera de Esmeraldas]] Vargas Torres            | [[Archivo:\|20x20px\|border\|Bandera de Esmeraldas]] Vargas Torres            | 1                  | 3                  | 4                  |                    |  |                                                                    |                                                                    |                     |                     |                     |                     |  |             |                      |                      |                      |                      |                      |  |                                                                    |                                                                    |                 |                 |  |
|  |                                                                               |                                                                               |                                                                     |                                                                     |                                  |   | [[Archivo:\|20x20px\|border\|Bandera de Esmeraldas]] Vargas Torres            | [[Archivo:\|20x20px\|border\|Bandera de Esmeraldas]] Vargas Torres            | 1                  | 3                  | 4                  |                    |  |                                                                    |                                                                    |                     |                     |                     |                     |  |             |                      |                      |                      |                      |                      |  |                                                                    |                                                                    |                 |                 |  |
|  |                                                                               |                                                                               | Juventud Italiana                                                   | Juventud Italiana                                                   | 2                                | 0 | 2                                                                             |                                                                               |                    |                    |                    |                    |  |                                                                    |                                                                    |                     |                     |                     |                     |  |             |                      |                      |                      |                      |                      |  |                                                                    |                                                                    |                 |                 |  |
|  | Atlético Zamora                                                               | Atlético Zamora                                                               | Juventud Italiana                                                   | Juventud Italiana                                                   | 2                                | 0 | 2                                                                             | 1                                                                             | 1                  | 2                  |                    |                    |  |                                                                    |                                                                    |                     |                     |                     |                     |  |             |                      |                      |                      |                      |                      |  |                                                                    |                                                                    |                 |                 |  |
|  | Atlético Zamora                                                               | Atlético Zamora                                                               |                                                                     |                                                                     |                                  |   |                                                                               |                                                                               |                    | 2                  |                    |                    |  |                                                                    |                                                                    |                     |                     |                     |                     |  |             |                      |                      |                      |                      |                      |  |                                                                    |                                                                    |                 |                 |  |
|  | Juventud Italiana                                                             | Juventud Italiana                                                             | 2                                                                   | 2                                                                   | 4                                |   |                                                                               |                                                                               |                    |                    |                    |                    |  |                                                                    |                                                                    |                     |                     |                     |                     |  |             |                      |                      |                      |                      |                      |  |                                                                    |                                                                    |                 |                 |  |
|  | Juventud Italiana                                                             | Juventud Italiana                                                             | 2                                                                   | 2                                                                   | 4                                |   |                                                                               |                                                                               |                    |                    |                    |                    |  | [[Archivo:\|20x20px\|border\|Bandera de Esmeraldas]] Vargas Torres | [[Archivo:\|20x20px\|border\|Bandera de Esmeraldas]] Vargas Torres | 2                   | 2                   | 4                   |                     |  |             |                      |                      |                      |                      |                      |  |                                                                    |                                                                    |                 |                 |  |
|  |                                                                               |                                                                               |                                                                     |                                                                     |                                  |   |                                                                               |                                                                               |                    |                    |                    |                    |  | [[Archivo:\|20x20px\|border\|Bandera de Esmeraldas]] Vargas Torres | [[Archivo:\|20x20px\|border\|Bandera de Esmeraldas]] Vargas Torres | 2                   | 2                   | 4                   |                     |  |             |                      |                      |                      |                      |                      |  |                                                                    |                                                                    |                 |                 |  |
|  |                                                                               |                                                                               | Grecia                                                              | Grecia                                                              | 2                                | 0 | 2                                                                             |                                                                               |                    |                    |                    |                    |  |                                                                    |                                                                    |                     |                     |                     |                     |  |             |                      |                      |                      |                      |                      |  |                                                                    |                                                                    |                 |                 |  |
|  | Grecia                                                                        | Grecia                                                                        | Grecia                                                              | Grecia                                                              | 2                                | 0 | 2                                                                             | 1                                                                             | 3                  | 4                  |                    |                    |  |                                                                    |                                                                    |                     |                     |                     |                     |  |             |                      |                      |                      |                      |                      |  |                                                                    |                                                                    |                 |                 |  |
|  | Grecia                                                                        | Grecia                                                                        |                                                                     |                                                                     |                                  |   |                                                                               |                                                                               |                    | 4                  |                    |                    |  |                                                                    |                                                                    |                     |                     |                     |                     |  |             |                      |                      |                      |                      |                      |  |                                                                    |                                                                    |                 |                 |  |
|  | Cuenca                                                                        | Cuenca                                                                        | 2                                                                   | 1                                                                   | 3                                |   |                                                                               |                                                                               |                    |                    |                    |                    |  |                                                                    |                                                                    |                     |                     |                     |                     |  |             |                      |                      |                      |                      |                      |  |                                                                    |                                                                    |                 |                 |  |
|  | Cuenca                                                                        | Cuenca                                                                        | 2                                                                   | 1                                                                   | 3                                |   | Grecia                                                                        | Grecia                                                                        | 1                  | 1                  | 2                  |                    |  |                                                                    |                                                                    |                     |                     |                     |                     |  |             |                      |                      |                      |                      |                      |  |                                                                    |                                                                    |                 |                 |  |
|  |                                                                               |                                                                               |                                                                     |                                                                     |                                  |   | Grecia                                                                        | Grecia                                                                        | 1                  | 1                  | 2                  |                    |  |                                                                    |                                                                    |                     |                     |                     |                     |  |             |                      |                      |                      |                      |                      |  |                                                                    |                                                                    |                 |                 |  |
|  |                                                                               |                                                                               | Atl. Samborondón                                                    | Atl. Samborondón                                                    | 1                                | 0 | 1                                                                             |                                                                               |                    |                    |                    |                    |  |                                                                    |                                                                    |                     |                     |                     |                     |  |             |                      |                      |                      |                      |                      |  |                                                                    |                                                                    |                 |                 |  |
|  | Atl. Samborondón                                                              | Atl. Samborondón                                                              | Atl. Samborondón                                                    | Atl. Samborondón                                                    | 1                                | 0 | 1                                                                             | 2                                                                             | 3                  | 5                  |                    |                    |  |                                                                    |                                                                    |                     |                     |                     |                     |  |             |                      |                      |                      |                      |                      |  |                                                                    |                                                                    |                 |                 |  |
|  | Atl. Samborondón                                                              | Atl. Samborondón                                                              |                                                                     |                                                                     |                                  |   |                                                                               |                                                                               |                    | 5                  |                    |                    |  |                                                                    |                                                                    |                     |                     |                     |                     |  |             |                      |                      |                      |                      |                      |  |                                                                    |                                                                    |                 |                 |  |
|  | Santa Fe                                                                      | Santa Fe                                                                      | 1                                                                   | 1                                                                   | 2                                |   |                                                                               |                                                                               |                    |                    |                    |                    |  |                                                                    |                                                                    |                     |                     |                     |                     |  |             |                      |                      |                      |                      |                      |  |                                                                    |                                                                    |                 |                 |  |
|  | Santa Fe                                                                      | Santa Fe                                                                      | 1                                                                   | 1                                                                   | 2                                |   |                                                                               |                                                                               |                    |                    |                    |                    |  |                                                                    |                                                                    |                     |                     |                     |                     |  |             |                      |                      |                      |                      |                      |  | [[Archivo:\|20x20px\|border\|Bandera de Esmeraldas]] Vargas Torres | [[Archivo:\|20x20px\|border\|Bandera de Esmeraldas]] Vargas Torres | 0 (3)           |                 |  |
|  |                                                                               |                                                                               |                                                                     |                                                                     |                                  |   |                                                                               |                                                                               |                    |                    |                    |                    |  |                                                                    |                                                                    |                     |                     |                     |                     |  |             |                      |                      |                      |                      |                      |  | [[Archivo:\|20x20px\|border\|Bandera de Esmeraldas]] Vargas Torres | [[Archivo:\|20x20px\|border\|Bandera de Esmeraldas]] Vargas Torres | 0 (3)           |                 |  |
|  |                                                                               |                                                                               | [[Archivo:\|20x20px\|border\|Bandera de Pichincha]] Cuniburo        | [[Archivo:\|20x20px\|border\|Bandera de Pichincha]] Cuniburo        | 0 (4)                            |   |                                                                               |                                                                               |                    |                    |                    |                    |  |                                                                    |                                                                    |                     |                     |                     |                     |  |             |                      |                      |                      |                      |                      |  |                                                                    |                                                                    |                 |                 |  |
|  | Mineros                                                                       | Mineros                                                                       | [[Archivo:\|20x20px\|border\|Bandera de Pichincha]] Cuniburo        | [[Archivo:\|20x20px\|border\|Bandera de Pichincha]] Cuniburo        | 0 (4)                            | 1 | 5                                                                             | 6                                                                             |                    |                    |                    |                    |  |                                                                    |                                                                    |                     |                     |                     |                     |  |             |                      |                      |                      |                      |                      |  |                                                                    |                                                                    |                 |                 |  |
|  | Mineros                                                                       | Mineros                                                                       |                                                                     |                                                                     |                                  |   |                                                                               |                                                                               |                    |                    |                    |                    |  |                                                                    |                                                                    |                     |                     |                     |                     |  |             |                      |                      |                      |                      |                      |  |                                                                    |                                                                    |                 |                 |  |
|  | Ecuagenera                                                                    | Ecuagenera                                                                    | 1                                                                   | 2                                                                   | 3                                |   |                                                                               |                                                                               |                    |                    |                    |                    |  |                                                                    |                                                                    |                     |                     |                     |                     |  |             |                      |                      |                      |                      |                      |  |                                                                    |                                                                    |                 |                 |  |
|  | Ecuagenera                                                                    | Ecuagenera                                                                    | 1                                                                   | 2                                                                   | 3                                |   | Mineros                                                                       | Mineros                                                                       | 1                  | 3                  | 4                  |                    |  |                                                                    |                                                                    |                     |                     |                     |                     |  |             |                      |                      |                      |                      |                      |  |                                                                    |                                                                    |                 |                 |  |
|  |                                                                               |                                                                               |                                                                     |                                                                     |                                  |   | Mineros                                                                       | Mineros                                                                       | 1                  | 3                  | 4                  |                    |  |                                                                    |                                                                    |                     |                     |                     |                     |  |             |                      |                      |                      |                      |                      |  |                                                                    |                                                                    |                 |                 |  |
|  |                                                                               |                                                                               | D' León                                                             | D' León                                                             | 1                                | 0 | 1                                                                             |                                                                               |                    |                    |                    |                    |  |                                                                    |                                                                    |                     |                     |                     |                     |  |             |                      |                      |                      |                      |                      |  |                                                                    |                                                                    |                 |                 |  |
|  | Filanbanco                                                                    | Filanbanco                                                                    | D' León                                                             | D' León                                                             | 1                                | 0 | 1                                                                             | 1                                                                             | 2                  | 3                  |                    |                    |  |                                                                    |                                                                    |                     |                     |                     |                     |  |             |                      |                      |                      |                      |                      |  |                                                                    |                                                                    |                 |                 |  |
|  | Filanbanco                                                                    | Filanbanco                                                                    |                                                                     |                                                                     |                                  |   |                                                                               |                                                                               |                    | 3                  |                    |                    |  |                                                                    |                                                                    |                     |                     |                     |                     |  |             |                      |                      |                      |                      |                      |  |                                                                    |                                                                    |                 |                 |  |
|  | D' León                                                                       | D' León                                                                       | 0                                                                   | 4                                                                   | 4                                |   |                                                                               |                                                                               |                    |                    |                    |                    |  |                                                                    |                                                                    |                     |                     |                     |                     |  |             |                      |                      |                      |                      |                      |  |                                                                    |                                                                    |                 |                 |  |
|  | D' León                                                                       | D' León                                                                       | 0                                                                   | 4                                                                   | 4                                |   |                                                                               |                                                                               |                    |                    |                    |                    |  | Mineros                                                            | Mineros                                                            | 0                   | 1                   | 1                   |                     |  |             |                      |                      |                      |                      |                      |  |                                                                    |                                                                    |                 |                 |  |
|  |                                                                               |                                                                               |                                                                     |                                                                     |                                  |   |                                                                               |                                                                               |                    |                    |                    |                    |  | Mineros                                                            | Mineros                                                            | 0                   | 1                   | 1                   |                     |  |             |                      |                      |                      |                      |                      |  |                                                                    |                                                                    |                 |                 |  |
|  |                                                                               |                                                                               | San Antonio                                                         | San Antonio                                                         | 0                                | 3 | 3                                                                             |                                                                               |                    |                    |                    |                    |  |                                                                    |                                                                    |                     |                     |                     |                     |  |             |                      |                      |                      |                      |                      |  |                                                                    |                                                                    |                 |                 |  |
|  | Unibolívar                                                                    | Unibolívar                                                                    | San Antonio                                                         | San Antonio                                                         | 0                                | 3 | 3                                                                             | 0                                                                             | 2                  | 2 (4)              |                    |                    |  |                                                                    |                                                                    |                     |                     |                     |                     |  |             |                      |                      |                      |                      |                      |  |                                                                    |                                                                    |                 |                 |  |
|  | Unibolívar                                                                    | Unibolívar                                                                    |                                                                     |                                                                     |                                  |   |                                                                               |                                                                               |                    | 2 (4)              |                    |                    |  |                                                                    |                                                                    |                     |                     |                     |                     |  |             |                      |                      |                      |                      |                      |  |                                                                    |                                                                    |                 |                 |  |
|  | La Concordia                                                                  | La Concordia                                                                  | 1                                                                   | 1                                                                   | 2 (3)                            |   |                                                                               |                                                                               |                    |                    |                    |                    |  |                                                                    |                                                                    |                     |                     |                     |                     |  |             |                      |                      |                      |                      |                      |  |                                                                    |                                                                    |                 |                 |  |
|  | La Concordia                                                                  | La Concordia                                                                  | 1                                                                   | 1                                                                   | 2 (3)                            |   | Unibolívar                                                                    | Unibolívar                                                                    | 0                  | 1                  | 1                  |                    |  |                                                                    |                                                                    |                     |                     |                     |                     |  |             |                      |                      |                      |                      |                      |  |                                                                    |                                                                    |                 |                 |  |
|  |                                                                               |                                                                               |                                                                     |                                                                     |                                  |   | Unibolívar                                                                    | Unibolívar                                                                    | 0                  | 1                  | 1                  |                    |  |                                                                    |                                                                    |                     |                     |                     |                     |  |             |                      |                      |                      |                      |                      |  |                                                                    |                                                                    |                 |                 |  |
|  |                                                                               |                                                                               | San Antonio                                                         | San Antonio                                                         | 0                                | 2 | 2                                                                             |                                                                               |                    |                    |                    |                    |  |                                                                    |                                                                    |                     |                     |                     |                     |  |             |                      |                      |                      |                      |                      |  |                                                                    |                                                                    |                 |                 |  |
|  | San Antonio                                                                   | San Antonio                                                                   | San Antonio                                                         | San Antonio                                                         | 0                                | 2 | 2                                                                             | 3                                                                             | 3                  | 6                  |                    |                    |  |                                                                    |                                                                    |                     |                     |                     |                     |  |             |                      |                      |                      |                      |                      |  |                                                                    |                                                                    |                 |                 |  |
|  | San Antonio                                                                   | San Antonio                                                                   |                                                                     |                                                                     |                                  |   |                                                                               |                                                                               |                    | 6                  |                    |                    |  |                                                                    |                                                                    |                     |                     |                     |                     |  |             |                      |                      |                      |                      |                      |  |                                                                    |                                                                    |                 |                 |  |
|  | San Rafael                                                                    | San Rafael                                                                    | 0                                                                   | 0                                                                   | 0                                |   |                                                                               |                                                                               |                    |                    |                    |                    |  |                                                                    |                                                                    |                     |                     |                     |                     |  |             |                      |                      |                      |                      |                      |  |                                                                    |                                                                    |                 |                 |  |
|  | San Rafael                                                                    | San Rafael                                                                    | 0                                                                   | 0                                                                   | 0                                |   |                                                                               |                                                                               |                    |                    |                    |                    |  |                                                                    |                                                                    |                     |                     |                     |                     |  | San Antonio | San Antonio          | 3                    | 0                    | 3                    |                      |  |                                                                    |                                                                    |                 |                 |  |
|  |                                                                               |                                                                               |                                                                     |                                                                     |                                  |   |                                                                               |                                                                               |                    |                    |                    |                    |  |                                                                    |                                                                    |                     |                     |                     |                     |  | San Antonio | San Antonio          | 3                    | 0                    | 3                    |                      |  |                                                                    |                                                                    |                 |                 |  |
|  |                                                                               |                                                                               | [[Archivo:\|20x20px\|border\|Bandera de Pichincha]] Cuniburo        | [[Archivo:\|20x20px\|border\|Bandera de Pichincha]] Cuniburo        | 3                                | 1 | 4                                                                             |                                                                               |                    |                    |                    |                    |  |                                                                    |                                                                    |                     |                     |                     |                     |  |             |                      |                      |                      |                      |                      |  |                                                                    |                                                                    |                 |                 |  |
|  | Leones del Norte                                                              | Leones del Norte                                                              | [[Archivo:\|20x20px\|border\|Bandera de Pichincha]] Cuniburo        | [[Archivo:\|20x20px\|border\|Bandera de Pichincha]] Cuniburo        | 3                                | 1 | 4                                                                             | 1                                                                             | 1                  | 2                  |                    |                    |  |                                                                    |                                                                    |                     |                     |                     |                     |  |             |                      |                      |                      |                      |                      |  |                                                                    |                                                                    |                 |                 |  |
|  | Leones del Norte                                                              | Leones del Norte                                                              |                                                                     |                                                                     |                                  |   |                                                                               |                                                                               |                    | 2                  |                    |                    |  |                                                                    |                                                                    |                     |                     |                     |                     |  |             |                      |                      |                      |                      |                      |  |                                                                    |                                                                    |                 |                 |  |
|  | BBC                                                                           | BBC                                                                           | 2                                                                   | 1                                                                   | 3                                |   |                                                                               |                                                                               |                    |                    |                    |                    |  |                                                                    |                                                                    |                     |                     |                     |                     |  |             |                      |                      |                      |                      |                      |  |                                                                    |                                                                    |                 |                 |  |
|  | BBC                                                                           | BBC                                                                           | 2                                                                   | 1                                                                   | 3                                |   | BBC                                                                           | BBC                                                                           | 2                  | 0                  | 2 (3)              |                    |  |                                                                    |                                                                    |                     |                     |                     |                     |  |             |                      |                      |                      |                      |                      |  |                                                                    |                                                                    |                 |                 |  |
|  |                                                                               |                                                                               |                                                                     |                                                                     |                                  |   | BBC                                                                           | BBC                                                                           | 2                  | 0                  | 2 (3)              |                    |  |                                                                    |                                                                    |                     |                     |                     |                     |  |             |                      |                      |                      |                      |                      |  |                                                                    |                                                                    |                 |                 |  |
|  |                                                                               |                                                                               | [[Archivo:\|20x20px\|border\|Bandera de Pichincha]] Deportivo Quito | [[Archivo:\|20x20px\|border\|Bandera de Pichincha]] Deportivo Quito | 2                                | 0 | 2 (2)                                                                         |                                                                               |                    |                    |                    |                    |  |                                                                    |                                                                    |                     |                     |                     |                     |  |             |                      |                      |                      |                      |                      |  |                                                                    |                                                                    |                 |                 |  |
|  | [[Archivo:\|20x20px\|border\|Bandera de Chimborazo]] Ind. San Pedro           | [[Archivo:\|20x20px\|border\|Bandera de Chimborazo]] Ind. San Pedro           | [[Archivo:\|20x20px\|border\|Bandera de Pichincha]] Deportivo Quito | [[Archivo:\|20x20px\|border\|Bandera de Pichincha]] Deportivo Quito | 2                                | 0 | 2 (2)                                                                         | 0                                                                             | 0                  | 0                  |                    |                    |  |                                                                    |                                                                    |                     |                     |                     |                     |  |             |                      |                      |                      |                      |                      |  |                                                                    |                                                                    |                 |                 |  |
|  | [[Archivo:\|20x20px\|border\|Bandera de Chimborazo]] Ind. San Pedro           | [[Archivo:\|20x20px\|border\|Bandera de Chimborazo]] Ind. San Pedro           |                                                                     |                                                                     |                                  |   |                                                                               |                                                                               |                    | 0                  |                    |                    |  |                                                                    |                                                                    |                     |                     |                     |                     |  |             |                      |                      |                      |                      |                      |  |                                                                    |                                                                    |                 |                 |  |
|  | [[Archivo:\|20x20px\|border\|Bandera de Pichincha]] Deportivo Quito           | [[Archivo:\|20x20px\|border\|Bandera de Pichincha]] Deportivo Quito           | 0                                                                   | 2                                                                   | 2                                |   |                                                                               |                                                                               |                    |                    |                    |                    |  |                                                                    |                                                                    |                     |                     |                     |                     |  |             |                      |                      |                      |                      |                      |  |                                                                    |                                                                    |                 |                 |  |
|  | [[Archivo:\|20x20px\|border\|Bandera de Pichincha]] Deportivo Quito           | [[Archivo:\|20x20px\|border\|Bandera de Pichincha]] Deportivo Quito           | 0                                                                   | 2                                                                   | 2                                |   |                                                                               |                                                                               |                    |                    |                    |                    |  | BBC                                                                | BBC                                                                | 0                   | 1                   | 1                   |                     |  |             |                      |                      |                      |                      |                      |  |                                                                    |                                                                    |                 |                 |  |
|  |                                                                               |                                                                               |                                                                     |                                                                     |                                  |   |                                                                               |                                                                               |                    |                    |                    |                    |  | BBC                                                                | BBC                                                                | 0                   | 1                   | 1                   |                     |  |             |                      |                      |                      |                      |                      |  |                                                                    |                                                                    |                 |                 |  |
|  |                                                                               |                                                                               | [[Archivo:\|20x20px\|border\|Bandera de Pichincha]] Cuniburo        | [[Archivo:\|20x20px\|border\|Bandera de Pichincha]] Cuniburo        | 4                                | 2 | 6                                                                             |                                                                               |                    |                    |                    |                    |  |                                                                    |                                                                    |                     |                     |                     |                     |  |             |                      |                      |                      |                      |                      |  |                                                                    |                                                                    |                 |                 |  |
|  | La Unión                                                                      | La Unión                                                                      | [[Archivo:\|20x20px\|border\|Bandera de Pichincha]] Cuniburo        | [[Archivo:\|20x20px\|border\|Bandera de Pichincha]] Cuniburo        | 4                                | 2 | 6                                                                             | 0                                                                             | 1                  | 1                  |                    |                    |  |                                                                    |                                                                    |                     |                     |                     |                     |  |             |                      |                      |                      |                      |                      |  |                                                                    |                                                                    |                 |                 |  |
|  | La Unión                                                                      | La Unión                                                                      |                                                                     |                                                                     |                                  |   |                                                                               |                                                                               |                    | 1                  |                    |                    |  |                                                                    |                                                                    |                     |                     |                     |                     |  |             |                      |                      |                      |                      |                      |  |                                                                    |                                                                    |                 |                 |  |
|  | Río Babahoyo                                                                  | Río Babahoyo                                                                  | 3                                                                   | 0                                                                   | 3                                |   |                                                                               |                                                                               |                    |                    |                    |                    |  |                                                                    |                                                                    |                     |                     |                     |                     |  |             |                      |                      |                      |                      |                      |  |                                                                    |                                                                    |                 |                 |  |
|  | Río Babahoyo                                                                  | Río Babahoyo                                                                  | 3                                                                   | 0                                                                   | 3                                |   | Río Babahoyo                                                                  | Río Babahoyo                                                                  | 0                  | 2                  | 2 (5)              |                    |  |                                                                    |                                                                    |                     |                     |                     |                     |  |             |                      |                      |                      |                      |                      |  |                                                                    |                                                                    |                 |                 |  |
|  |                                                                               |                                                                               |                                                                     |                                                                     |                                  |   | Río Babahoyo                                                                  | Río Babahoyo                                                                  | 0                  | 2                  | 2 (5)              |                    |  |                                                                    |                                                                    |                     |                     |                     |                     |  |             |                      |                      |                      |                      |                      |  |                                                                    |                                                                    |                 |                 |  |
|  |                                                                               |                                                                               | [[Archivo:\|20x20px\|border\|Bandera de Pichincha]] Cuniburo        | [[Archivo:\|20x20px\|border\|Bandera de Pichincha]] Cuniburo        | 2                                | 0 | 2 (6)                                                                         |                                                                               |                    |                    |                    |                    |  |                                                                    |                                                                    |                     |                     |                     |                     |  |             |                      |                      |                      |                      |                      |  |                                                                    |                                                                    |                 |                 |  |
|  | [[Archivo:\|20x20px\|border\|Bandera de Pichincha]] Cuniburo                  | [[Archivo:\|20x20px\|border\|Bandera de Pichincha]] Cuniburo                  | [[Archivo:\|20x20px\|border\|Bandera de Pichincha]] Cuniburo        | [[Archivo:\|20x20px\|border\|Bandera de Pichincha]] Cuniburo        | 2                                | 0 | 2 (6)                                                                         | 1                                                                             | 5                  | 6                  |                    |                    |  |                                                                    |                                                                    |                     |                     |                     |                     |  |             |                      |                      |                      |                      |                      |  |                                                                    |                                                                    |                 |                 |  |
|  | [[Archivo:\|20x20px\|border\|Bandera de Pichincha]] Cuniburo                  | [[Archivo:\|20x20px\|border\|Bandera de Pichincha]] Cuniburo                  |                                                                     |                                                                     |                                  |   |                                                                               |                                                                               |                    | 6                  |                    |                    |  |                                                                    |                                                                    |                     |                     |                     |                     |  |             |                      |                      |                      |                      |                      |  |                                                                    |                                                                    |                 |                 |  |
|  | Atlético Daule                                                                | Atlético Daule                                                                | 0                                                                   | 1                                                                   | 1                                |   |                                                                               |                                                                               |                    |                    |                    |                    |  |                                                                    |                                                                    |                     |                     |                     |                     |  |             |                      |                      |                      |                      |                      |  |                                                                    |                                                                    |                 |                 |  |
|  | Atlético Daule                                                                | Atlético Daule                                                                | 0                                                                   | 1                                                                   | 1                                |   |                                                                               |                                                                               |                    |                    |                    |                    |  |                                                                    |                                                                    |                     |                     |                     |                     |  |             |                      |                      |                      |                      |                      |  |                                                                    |                                                                    |                 |                 |  |
|  |                                                                               |                                                                               |                                                                     |                                                                     |                                  |   |                                                                               |                                                                               |                    |                    |                    |                    |  |                                                                    |                                                                    |                     |                     |                     |                     |  |             |                      |                      |                      |                      |                      |  |                                                                    |                                                                    |                 |                 |  |

- Nota: El equipo ubicado en la primera línea de cada llave es el que ejerció la localía en el partido de vuelta, la final se juega a partido único en cancha neutral.

### Dieciseisavos de final
Esta fase la disputaron los 32 equipos clasificados de los treintaidosavos de final. Se enfrentaron entre el 23 de septiembre y 2 de octubre de 2022, los emparejamientos se configuraron por sorteo realizado el 19 de septiembre de 2022, clasificaron 16 equipos a los octavos de final.
| Fechas                          | Local en la ida                                                     | Global         | Local en la vuelta                                                            | Ida   | Vuelta | Llave |
| ------------------------------- | ------------------------------------------------------------------- | -------------- | ----------------------------------------------------------------------------- | ----- | ------ | ----- |
| 24 de septiembre y 1 de octubre | Atlético Daule                                                      | 1 - 6          | [[Archivo:\|20x20px\|border\|Bandera de Pichincha]] Cuniburo                  | 0 - 1 | 1 - 5  | D1    |
| 24 de septiembre y 2 de octubre | Río Babahoyo                                                        | 3 - 1          | La Unión                                                                      | 3 - 0 | 0 - 1  | D2    |
| 25 y 30 de septiembre           | Baldor Bermeo Cabrera                                               | 3 - 2          | Leones del Norte                                                              | 2 - 1 | 1 - 1  | D3    |
| 24 de septiembre y 1 de octubre | Deportivo Quito [[Archivo:\|20x20px\|border\|Bandera de Pichincha]] | 2 - 0          | [[Archivo:\|20x20px\|border\|Bandera de Chimborazo]] Independiente San Pedro  | 0 - 0 | 2 - 0  | D4    |
| 24 de septiembre y 1 de octubre | La Concordia                                                        | 2 - 2 (3:4 p.) | Unibolívar                                                                    | 1 - 0 | 1 - 2  | D5    |
| 28 de septiembre y 2 de octubre | San Rafael                                                          | 0 - 6          | San Antonio                                                                   | 0 - 3 | 0 - 3  | D6    |
| 25 de septiembre y 2 de octubre | Ecuagenera                                                          | 3 - 6          | Mineros                                                                       | 1 - 1 | 2 - 5  | D7    |
| 25 de septiembre y 1 de octubre | D' León                                                             | 4 - 3          | Filanbanco                                                                    | 0 - 1 | 4 - 2  | D8    |
| 24 de septiembre y 1 de octubre | 3 de Julio                                                          | 3 - 3 (2:4 p.) | [[Archivo:\|20x20px\|border\|Bandera de Santa Elena (provincia)]] Huancavilca | 2 - 1 | 1 - 2  | D9    |
| 23 de septiembre y 1 de octubre | Aampetra [[Archivo:\|20x20px\|border\|Bandera de Pichincha]]        | 3 - 2          | Insutec                                                                       | 2 - 1 | 1 - 1  | D10   |
| 24 de septiembre y 1 de octubre | Liga de Portoviejo                                                  | 1 - 1 (5:3 p.) | Rocafuerte                                                                    | 0 - 1 | 1 - 0  | D11   |
| 25 y 30 de septiembre           | Audaz Octubrino                                                     | 0 - 7          | Aviced                                                                        | 0 - 3 | 0 - 4  | D12   |
| 23 de septiembre y 1 de octubre | Juventud Italiana                                                   | 4 - 2          | Atlético Zamora                                                               | 2 - 1 | 2 - 1  | D13   |
| 24 de septiembre y 1 de octubre | Toreros                                                             | 0 - 2          | [[Archivo:\|20x20px\|border\|Bandera de Esmeraldas]] Vargas Torres            | 0 - 0 | 0 - 2  | D14   |
| 23 de septiembre y 1 de octubre | Santa Fe                                                            | 2 - 5          | Atlético Samborondón                                                          | 1 - 2 | 1 - 3  | D15   |
| 24 de septiembre y 1 de octubre | Cuenca                                                              | 3 - 4          | Grecia                                                                        | 2 - 1 | 1 - 3  | D16   |

### Octavos de final
Esta fase la disputaron los 16 equipos clasificados de los dieciseisavos de final. Se enfrentaron entre el 7 y 16 de octubre de 2022, los emparejamientos se configuraron por sorteo realizado el 19 de septiembre de 2022, clasificaron 8 equipos a los cuartos de final.
| Fechas             | Local en la ida                                                     | Global         | Local en la vuelta                                                            | Ida   | Vuelta | Llave |
| ------------------ | ------------------------------------------------------------------- | -------------- | ----------------------------------------------------------------------------- | ----- | ------ | ----- |
| 7 y 15 de octubre  | Cuniburo [[Archivo:\|20x20px\|border\|Bandera de Pichincha]]        | 2 - 2 (6:5 p.) | Río Babahoyo                                                                  | 2 - 0 | 0 - 2  | O1    |
| 10 y 16 de octubre | Deportivo Quito [[Archivo:\|20x20px\|border\|Bandera de Pichincha]] | 2 - 2 (2:3 p.) | Baldor Bermeo Cabrera                                                         | 2 - 2 | 0 - 0  | O2    |
| 7 y 15 de octubre  | San Antonio                                                         | 2 - 1          | Unibolívar                                                                    | 0 - 0 | 2 - 1  | O3    |
| 8 y 16 de octubre  | D' León                                                             | 1 - 4          | Mineros                                                                       | 1 - 1 | 0 - 3  | O4    |
| 7 y 14 de octubre  | Aampetra [[Archivo:\|20x20px\|border\|Bandera de Pichincha]]        | 3 - 1          | [[Archivo:\|20x20px\|border\|Bandera de Santa Elena (provincia)]] Huancavilca | 1 - 1 | 2 - 0  | O5    |
| 8 y 14 de octubre  | Liga de Portoviejo                                                  | 2 - 4          | Aviced                                                                        | 2 - 1 | 0 - 3  | O6    |
| 8 y 15 de octubre  | Juventud Italiana                                                   | 2 - 4          | [[Archivo:\|20x20px\|border\|Bandera de Esmeraldas]] Vargas Torres            | 2 - 1 | 0 - 3  | O7    |
| 8 y 15 de octubre  | Atlético Samborondón                                                | 1 - 2          | Grecia                                                                        | 1 - 1 | 0 - 1  | O8    |

### Cuartos de final
Esta fase la disputaron los 8 equipos clasificados de los octavos de final. Se enfrentaron entre el 21 y 30 de octubre de 2022, los emparejamientos se configuraron por sorteo realizado el 19 de septiembre de 2022, clasificaron 4 equipos a las semifinales.
| Fechas             | Local en la ida                                              | Global | Local en la vuelta                                                 | Ida   | Vuelta | Llave |
| ------------------ | ------------------------------------------------------------ | ------ | ------------------------------------------------------------------ | ----- | ------ | ----- |
| 21 y 30 de octubre | Cuniburo [[Archivo:\|20x20px\|border\|Bandera de Pichincha]] | 6 - 1  | Baldor Bermeo Cabrera                                              | 4 - 0 | 2 - 1  | C1    |
| 21 y 30 de octubre | San Antonio                                                  | 3 - 1  | Mineros                                                            | 0 - 0 | 3 - 1  | C2    |
| 25 y 30 de octubre | Aampetra [[Archivo:\|20x20px\|border\|Bandera de Pichincha]] | 1 - 3  | Aviced                                                             | 1 - 1 | 0 - 2  | C3    |
| 22 y 29 de octubre | Grecia                                                       | 2 - 4  | [[Archivo:\|20x20px\|border\|Bandera de Esmeraldas]] Vargas Torres | 2 - 2 | 0 - 2  | C4    |

### Semifinales
Esta fase la disputaron los 4 equipos clasificados de los cuartos de final. Se enfrentaron entre el 5 y 13 de noviembre de 2022, los emparejamientos se configuraron por sorteo realizado el 19 de septiembre de 2022, clasificaron 2 equipos a la final y ascendieron a la Serie B 2023.
| Fechas              | Local en la ida                                                    | Global         | Local en la vuelta | Ida   | Vuelta | Llave |
| ------------------- | ------------------------------------------------------------------ | -------------- | ------------------ | ----- | ------ | ----- |
| 6 y 12 de noviembre | Cuniburo [[Archivo:\|20x20px\|border\|Bandera de Pichincha]]       | 4 - 3          | San Antonio        | 3 - 3 | 1 - 0  | S1    |
| 5 y 13 de noviembre | Vargas Torres [[Archivo:\|20x20px\|border\|Bandera de Esmeraldas]] | 0 - 0 (3:2 p.) | Aviced             | 0 - 0 | 0 - 0  | S2    |

### Final
El partido final lo disputaron los 2 equipos clasificados de las semifinales. Se enfrentaron el 19 de noviembre de 2022 a partido único en el estadio 7 de Octubre de la ciudad de Quevedo, el ganador se consagró campeón.
| Fecha           | Estadio      | Equipo 1                                                           | Resultado      | Equipo 2                                                     |
| --------------- | ------------ | ------------------------------------------------------------------ | -------------- | ------------------------------------------------------------ |
| 19 de noviembre | 7 de Octubre | Vargas Torres [[Archivo:\|20x20px\|border\|Bandera de Esmeraldas]] | 0 - 0 (3:4 p.) | [[Archivo:\|20x20px\|border\|Bandera de Pichincha]] Cuniburo |

#### Campeón
| [[Archivo:\|60px\|border\|Bandera de Pichincha]]       |
| Cuniburo Fútbol Club 1.er título Ascendió a la Serie B |
| También ascendió Vargas Torres como subcampeón.        |

## Goleadores
- Actualizado en 2022.

| Jugador | Equipo | Goles | Penalti |
| ------- | ------ | ----- | ------- |
| 1. TBD  | TBD    | -     | -       |
| 2. TBD  | TBD    | -     | -       |
| 3. TBD  | TBD    | -     | -       |
| 4. TBD  | TBD    | -     | -       |
| 5. TBD  | TBD    | -     | -       |
| 6. TBD  | TBD    | -     | -       |
| 7. TBD  | TBD    | -     | -       |
| 8. TBD  | TBD    | -     | -       |
| 9. TBD  | TBD    | -     | -       |
| 10. TBD | TBD    | -     | -       |